# Antonio Álvarez Alonso
Antonio Álvarez Alonso (Martos, Jaén, 11 maart 1867 – Cartagena, 22 juni 1903) was een Spaans componist, dirigent en pianist.

## Leven
Hij studeerde aan de Escuela Nacional de Música de Madrid solfège, piano, harmonie en compositie bij onder anderen Dámaso Zabalza en Pascual Emilio Arrieta y Corera.
Na zijn studie ontwikkelde hij zich tot een pianovirtuoos. Hij was ook een groot organist, onder andere in de Catedral de Funchal, Madeira. Tijdelijk heeft hij ook een orkest in het Gran Casino de Funchal en in Madrid gedirigeerd.
Eveneens componeerde hij werken voor orkest, voor banda's (marsen, paso-dobles en hymnes), vooral rond 20 zarzuelas met bekende librettisten, zoals Antonio Paso Cano, Tomás Rodríguez Alenza, Eugenio Gullón, Fernández de Terán en Enrique García Álvarez. In 1897 vertrok hij naar Cartagena, waar hij tot zijn overlijden verbleef. Hier speelde hij onder andere ook in een sextet (Antonio Álvarez Alonso, (piano), Antonio Rabay Bartrina (viool), Antonio Lissón y Alvadalejo (altviool en harmonium), Juan López (cello), Antonio Pomares Talavera (viool) en Antonio Torromé (contrabas)), dat regelmatig in het Café España in Cartagena optreden verzorgde.
Ter gelegenheid van het feit dat koning Alfons XIII van Spanje de regering op zich nam (16 mei 1902) werd een compositieconcours uitgeschreven. Daarvoor leverde Álvarez Alonso de Marcha Solemne in, en die won een eerste prijs en werd natuurlijk acht dagen later voor de koning uitgevoerd. Voor een wedstrijd van de Bandas de Música te Cartagena componeerde hij ook een mars El Heraldo en een wals Será para mi.
Ter gedachte aan de bovengenoemde optredens in het Café España componeerde hij de paso-doble Suspiros de España.

## Composities

### Werken voor orkest
- Danza negra, capriccio

### Werken voor banda (harmonieorkest)
- 1902 - Marcha Solemne, marcha
- El Heraldo, marcha
- Será para mi, wals
- Suspiros de España, paso-doble Suspiros de España door Banda Sinfónica de Ateneo Musical y Enseñanza "Banda Primitiva" de Llíria o.l.v. Manuel Galduf

### Zarzuelas
- El gran visir
- Las niñas toreras
- El traje del alcalde
- La Venus de piedra

### Kamermuziek
- Las hormigas, strijkkwartet

- Biblioteca Nacional de España: XX851460
- Bibliothèque nationale de France: cb15754513s (data)
- Gemeinsame Normdatei: 1258755416
- International Standard Name Identifier: 0000 0000 7720 7107
- Library of Congress Control Number: no95030008
- MusicBrainz: 798389a0-c8d1-458f-bf05-aa739ba92797
- SNAC: w65t3ts1
- Virtual International Authority File: 29116585
- WorldCat: E39PCjvMB4kHJyCyX7vfm3QDYK